# Opel Crossland
Opel Crossland — компактний кросовер від німецького виробника автомобілів Opel, що виготовлявся на заводі в Сарагосі (Іспанія).  З 2017 по 2020 рік називався Opel Crossland X.
У 2024 році на зміну Crossland прийшла Frontera. 

## Опис

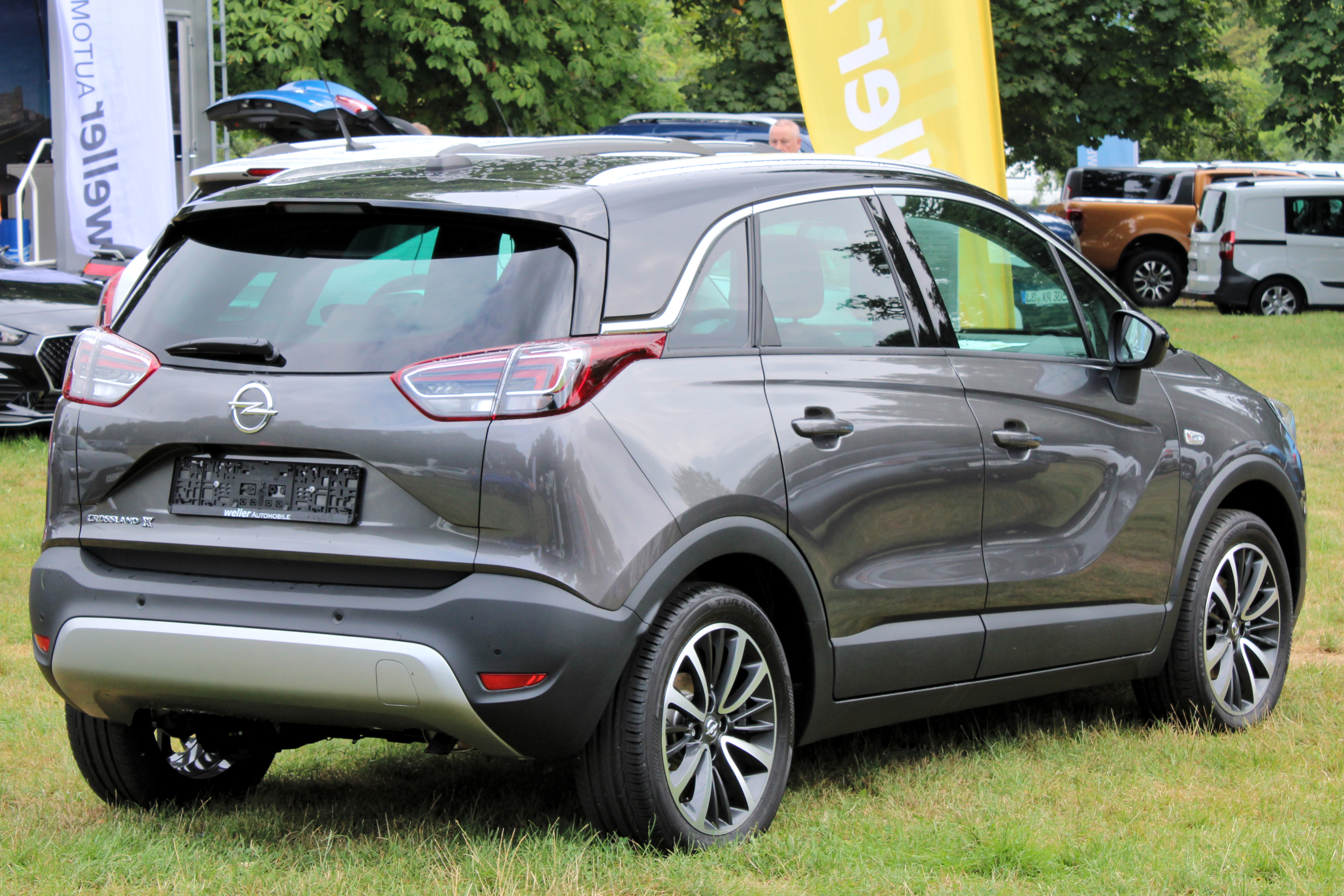
Opel Crossland X

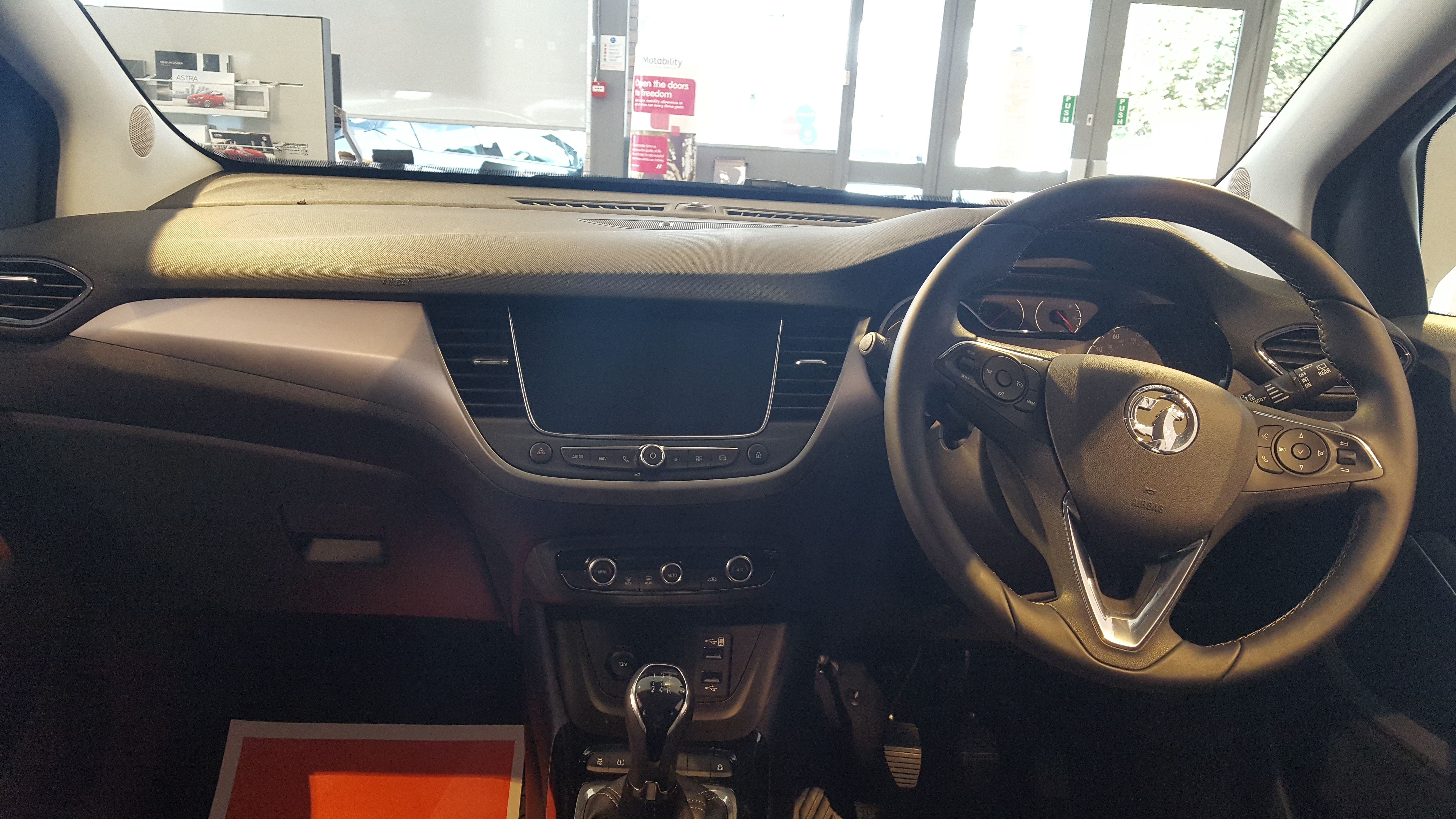

Автомобіль представлений 1 лютого 2017 року в Берліні, громадська прем'єра відбулась на 87-му Женевському автосалоні в березні 2017 року. Crossland X продається з 13 березня 2017 року.
На українському ринку представлено дві модифікації «Кросленд» — ENJOY і INNOVATION. Перша, більш демократична, зовні відрізняється переважно дрібними акцентами. Так, машині доступні 16-дюймові колісні диски в двох варіантах — легкосплавні і сталеві, «покриті» ковпаками. У порівнянні з Mokka, Crossland X коротший на 63 мм, але має більш вмісткий і високий салон і багажник.
Автомобіль збудовано на платформі PF1, що й Peugeot 2008 та новий Citroën C3 Aircross. На відміну від трохи більшого Opel Mokka автомобіль поставляється тільки з переднім приводом. Підвіска складається з передніх незалежних стійок McPherson і напівзалежною задньою конструкцією з балкою, що скручується.
Передні сидіння, з правильно підібраним рельєфом і широким набором регулювань, сертифіковані Асоціацією лікарів і терапевтів у справах здоров'я хребта (AGR). Центральна консоль має 8-дюймовий екрано інформаційно-розважальної системи Radio R 4.0 IntelliLink з підтримкою Apple CarPlay, Android Auto, точкою доступу Wi-Fi, навігацією Navi 5.0 і індуктивною зарядкою для смартфонів. Серед численного сучасного обладнання автомобіля наявний проектор показань приладів на лобове скло, автоматична система екстреного гальмування, панорамна камера заднього виду з кутом огляду 180 градусів, паркувальний асистент, контроль за сонливістю водія, розпізнавання дорожніх знаків і система контролю смуги руху. Вона не вириває кермо з рук, намагаючись повернути автомобіль в свою смугу, як це часто буває. Система пищить і інформує водія.
За доплату пропонується система контролю мертвих зон, яка попереджає про перешкоди ззаду на сусідніх смугах, миготінням лампочок в зовнішніх дзеркалах.

### Оновлення 2021 року

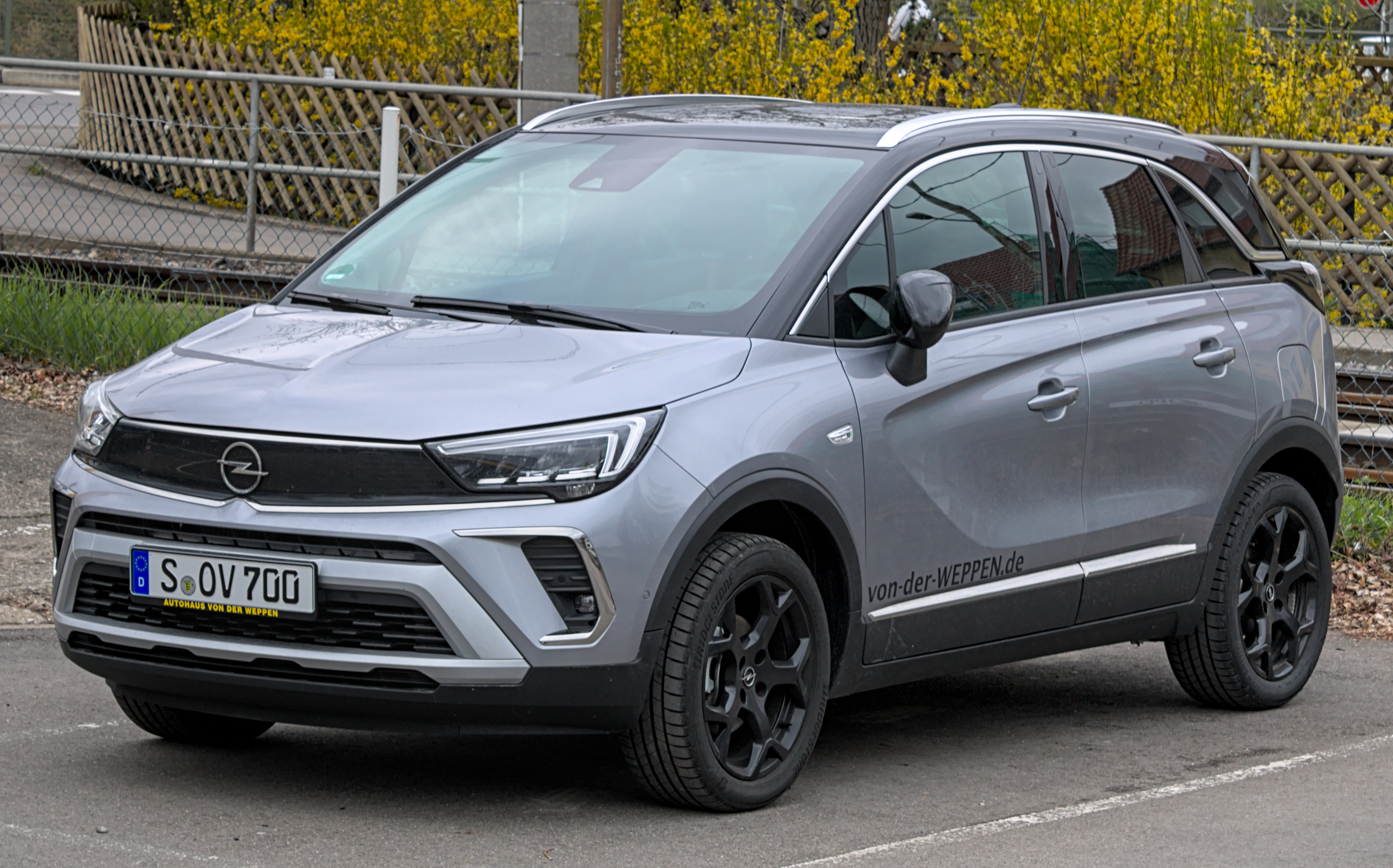
Opel Crossland (з 2020)

У жовтні 2020 року Opel представив оновлений кросовер Crossland X із новим «обличчям» у стилістиці Vizor та зі зміненою назвою - Crossland.
Opel Crossland також отримав затемнені задні ліхтарі, світлодіодні протитуманні фари, хромовані накладки на пороги, нові легкосплавні диски на 16 й 17 дюймів, псевдоспортивну комплектацію GS Line + з чорними і червоними акцентами й ергономічні передні сидіння. Задній диван зсувається в поздовжньому напрямку на 150 мм, в залежності від конфігурації багажний відсік вміщує від 410 до 1255 літрів вантажу.
Залежно від комплектації Crossland матиме одну з трьох мультимедійних систем: Radio BT, Multimedia Radio або Multimedia Navi Pro. Старші підтримують Android Auto і Apple CarPlay.

## Двигуни
| Модель            | Об'єм см³ | Циліндри/ Клапани | Потужність кВт (к.с.) при об/хв | Крутний мемент Нм при об/хв | Роки виробництва |           |           |
| Бензинові         | Бензинові | Бензинові         | Бензинові                       | Бензинові                   | Бензинові        | Бензинові | Бензинові |
| ----------------- | --------- | ----------------- | ------------------------------- | --------------------------- | ---------------- | --------- | --------- |
| 1.2               | 1199      | 3/12              | 60 (82) / 5750                  | 118 / 2750                  | з 08/2017        |           |           |
| 1.2 Turbo Ecotec  | 1199      | 3/12              | 81 (110) / 5500                 | 205 / 1500                  | з 08/2017        |           |           |
| 1.2 Turbo         | 1199      | 3/12              | 96 (130) / 5500                 | 230 / 1750                  | з 08/2017        |           |           |
| Дизельні          |           |                   |                                 |                             |                  |           |           |
| 1.5 Diesel        | 1499      | 4/16              | 75 (102) / 3750                 | 250 / 1750                  | з 05/2018        |           |           |
| 1.5 Diesel        | 1499      | 4/16              | 88 (120) / 3500                 | 300 / 1750                  | з 07/2018        |           |           |
| 1.6 Diesel        | 1560      | 4/16              | 73 (99) / 3750                  | 254 / 1750                  | 08/2017–05/2018  |           |           |
| 1.6 Diesel Ecotec | 1560      | 4/16              | 73 (99) / 3750                  | 254 / 1750                  | 08/2017–05/2018  |           |           |
| 1.6 Diesel        | 1560      | 4/16              | 88 (120) / 3500                 | 300 / 1750                  | 08/2017–06/2018  |           |           |

## Продажі
| рік  | Європа  |
| ---- | ------- |
| 2017 | 38,964  |
| 2018 | 95,180  |
| 2019 | 114,721 |
| 2020 | 91,411  |
| 2021 | 80,072  |